# Asiafroneta atrata
Espèce
Asiafroneta atrata est une espèce d'araignées aranéomorphes de la famille des Linyphiidae.

## Distribution
Cette espèce est endémique du Sabah en Malaisie. Elle se rencontre sur le mont Kinabalu.

## Description
Le mâle holotype mesure 1,93 mm et la femelle paratype 2,10 mm.

## Publication originale
- Tanasevitch, 2020 : Asiafroneta, a new genus of the spider subfamily Mynogleninae, with two new species from Borneo, East Malaysia (Araneae: Linyphiidae). Raffles Bulletin of Zoology, vol. 68, p. 56-61 (texte intégral).